# Хан, Имран (актёр)
Имран Хан (англ. Imran Khan, при рождении Имран Пал; род. 13 января 1983 года в Мэдисоне, штат Висконсин, США) — индийский актёр, снимающийся в фильмах на хинди. Обладатель награды Filmfare Award за лучшую дебютную мужскую роль.

## Биография
Имран Хан является представителем кинематографической «династии» Хуссейн-Хан, играющей важную роль в киноиндустрии Индии. В частности, через свою мать Нуджат Хан он является внуком известного режиссёра Насира Хуссейна, внучатым племянником кинопродюсера Таира Хуссейна и племянником режиссёра Мансура Хана, актёра и режиссёра Аамира Хана, актёров Тарика Хана и Файзала Хана, актрис Фархат и Нихат Хан.

## Личная жизнь
С 2011 года женат на Авантике Малик.
В декабре 2013 года супруги объявили, что ждут первенца, а 9 июня 2014 года у них родилась дочь Имара.

## Карьера
Имран начал сниматься в кино в качестве ребёнка-актёра и сыграл юных персонажей в фильмах «Приговор» и «Соперник».
Во время тренировки в актёрской школе, Имран был замечен с режиссёром Аббасом Тиревалой, который предложил ему главную роль в фильме «Знаешь ли ты…». Впоследствии фильм получил положительную оценку критиков и коммерческий успех, и принёс актёру Filmfare Award за лучшую дебютную мужскую роль, которую он разделил с Фарханом Ахтаром.
В 2012 году он снялся в фильме «Я один и ты одна» вместе с Кариной Капур, имевшем коммерческий успех.
В 2013 году вышли три фильма с его участием, первый фильм «Матру, Биджли и Мандола», ради съёмок в котором он три месяца жил в Дели и учил язык хариани. Также в этом фильме он исполнил песню «Chaar Dina Ki», однако фильм не имел успеха в кассе. Вышедший в конце того же года «Красавица, ты моя любовь», где он снова снялся с Кариной Капур, также провалился в прокате.
В 2015 году вышел фильм Katti Batti с Канганой Ранаут в качестве героини, получивший неоднозначную реакцию критиков и провалившийся в прокате.

## Фильмография
| Год  |   | Русское название            | Оригинальное название                | Роль               |
| ---- | - | --------------------------- | ------------------------------------ | ------------------ |
| 1988 | ф | Приговор                    | Qayamat Se Qayamat Tak               | юный Радж          |
| 1992 | ф | Соперник                    | Jo Jeeta Wohi Sikandar               | юный Санджайлала   |
| 2008 | ф | Знаешь ли ты…               | Jaane Tu… Ya Jaane Na                | Джай Сингх Ратхор  |
| 2008 | ф | Похищение                   | Kidnap                               | Кабир Шарма        |
| 2009 | ф | Ставка на удачу             | Luck                                 | Рам Мехра          |
| 2010 | ф | Я ненавижу истории любви    | I Hate Luv Storys                    | Джай Дхингра       |
| 2010 | ф | Ложь во спасение            | Jhootha Hi Sahi                      | Акаш (озвучка)     |
| 2010 | ф | После разрыва               | Break Ke Baad                        | Абхай Гулати       |
| 2011 | ф | Закоулки Дели               | Delhi Belly                          | Таши Дорджи Лхату  |
| 2011 | ф | Невеста моего брата         | Mere Brother Ki Dulhan               | Куш Агнихотри      |
| 2012 | ф | Я один и ты одна            | Ek Main Aur Ekk Tu                   | Рахул Капур        |
| 2012 | ф | Матру, Биджли и Мандола     | Matru Ki Bijlee Ka Mandola           | Хукум Сингх Матру  |
| 2013 | ф | Однажды в Мумбаи 2          | Once Upon Ay Time In Mumbai Dobaara! | Аслам              |
| 2013 | ф | Говорит и показывает Бомбей | Bombay Talkies                       | играет самого себя |
| 2013 | ф | Красавица, ты любовь моя    | Gori Tere Pyaar Mein                 | Шрирам Венкат      |
| 2015 | ф | Методы борьбы со светом     | Katti Batti                          | Мэдди              |